# 鳥居食品
鳥居食品株式会社（とりいしょくひん）は、日本の調味料メーカー。トリイソースで知られる。
「遠州焼き」の名づけ主でもある。

## 主な製品
- トリイソース
地域向け発信商品（「昔ながらのウスターソース」等）
全国向け発信商品（「洋食屋さんの基本ソース」等）
- 静岡地酢
「みかんビネガー」等

## 歴史
- 1924年（大正13年） - タカラソース製造設立
- 1933年（昭和8年） - タカラソース鳥居商店に改名
- 1958年（昭和33年） - 鳥居食品株式会社設立　代表者　鳥居徳治　資本金250万円
- 1959年（昭和34年） - 登録商標取得
- 1960年（昭和35年） - 清涼飲料水製造
- 1964年（昭和39年） - トマトケチャップ製造
- 1976年（昭和51年） - 代表者鳥居謙一
- 1978年（昭和53年） - しょう油製造
- 1983年（昭和58年） - 醸造酢製造
- 1995年（平成7年） - 資本金1,000万円